# Krąg parheliczny

(1) halo 22°, (2) słońce poboczne, (3) słup słoneczny, (4) krąg parheliczny, (5) łuk okołozenitalny, (6) łuk styczny i halo opisane, (7) halo 46°, (8) podsłońce.

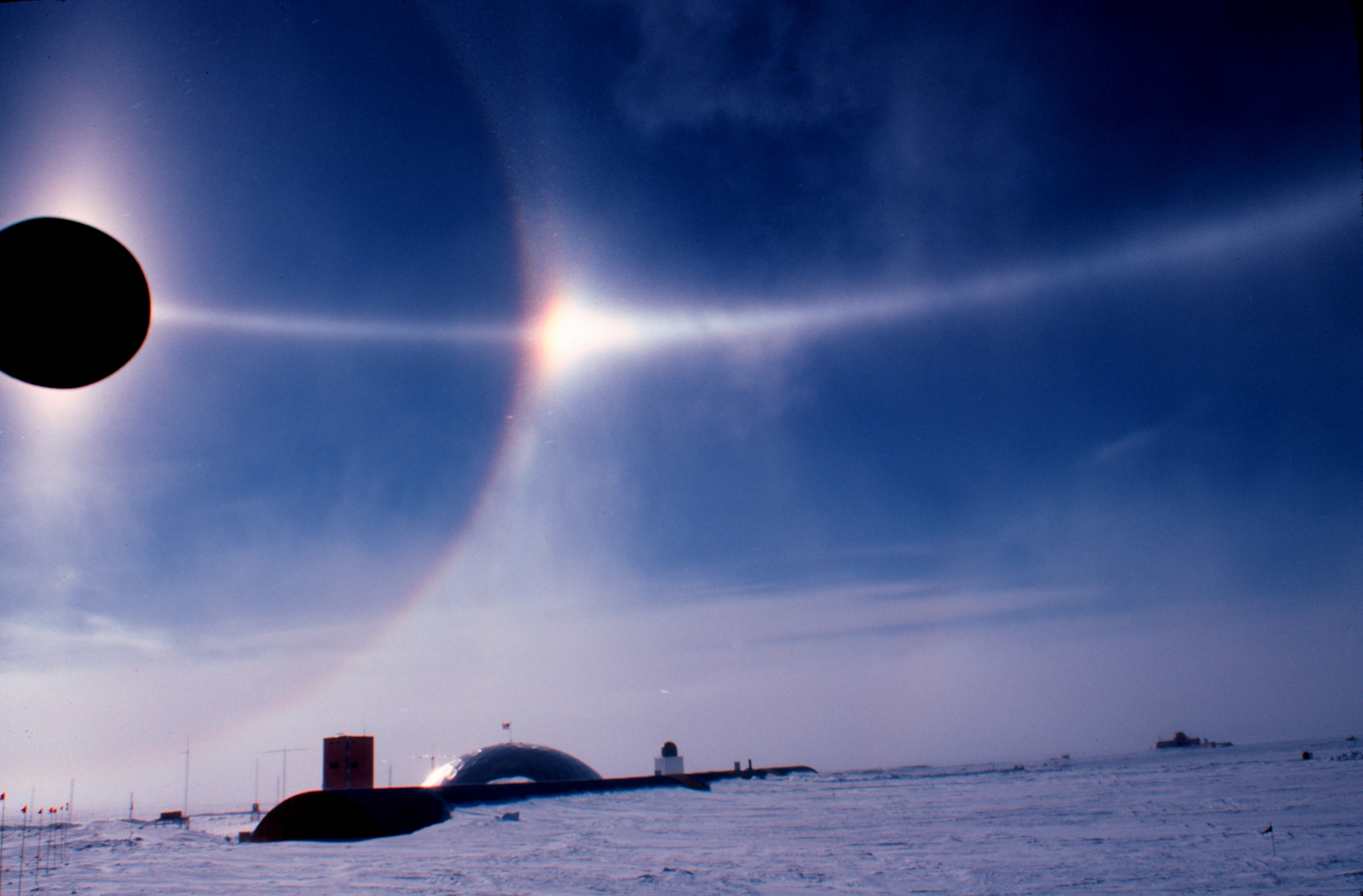
Prawie pozioma linia, to krąg parheliczny; widać także halo i słońce poboczne

Krąg parheliczny (ang. Parhelic circle) – zjawisko optyczne w atmosferze. Krąg parheliczny jest bladym, białym pasem okrążającym całe niebo równolegle do horyzontu i przecinającym słońce. Na jego przecięciu z łukami Lowitza powstają słońca poboczne (parhelia). Krąg parheliczny powstaje w wyniku odbicia się światła od pionowych ścianek kryształów lodowych w chmurach piętra wysokiego. Ten typ halo występuje nieco rzadziej od innych. Rzadko zdarza się zaobserwować pełny okrąg, częściej jego fragmenty. Jeszcze rzadziej obserwuje się inne typy halo związane z kręgiem parhelicznym, takie jak słońca poboczne 120-stopniowe.